# Kronologija starog Rima
Povijest starorimske države od 753. pr. Kr. do 476. godine pripada razdoblju antike. Dijeli se na ova razdoblja:

## Rimsko Kraljevstvo
Rim je nastao u željeznom dobu kao skupina koliba smještenih na Palatinu i ostalim brežuljcima (9. stoljeće pr. Kr.), a veliko Rimsko Carstvo vuče korijene iz ratničko-ratarskog društva. Rim je velikom rijekom Tiber, i lukom u centru grada, bio povezan s morem preko kojeg je bio u doticaju s raznim kulturama. Za osnivanje Rimskog kraljevstva uzima se često godina 753. pr. Kr. i legenda o prvom kralju Romulu koji Rim naziva po svom bratu blizancu Remu kojeg je ubio u borbi za vlast. 
- Rimsko Kraljevstvo (753. pr. Kr. – 510. pr. Kr.), kada u gradu Rimu vladaju rimski kraljevi.
  - 753. pr. Kr., 21. travnja – Romul prema legendi osnovao Rim
  - 753. pr. Kr. – 715. pr. Kr. – vladavina kralja Romula (prvi rimski kralj)
  - 715. pr. Kr. – 673. pr. Kr. – vladavina Nume Pompilija; osnutak Senata i svećeničkog kolegija
  - 673. pr. Kr. – 642. pr. Kr. – vladavina Tula Hostilija i izgradnja Curia Hostilia (zgrada Senata)
  - 642. pr. Kr. – 617. pr. Kr. – vladavina Anka Marcija
  - Oko 640. pr. Kr. je sagrađen Rimski forum, tada nastaje i posebna rimska abeceda koja korijene vuče iz grčkog alfabeta.
  - 617. pr. Kr. – 578. pr. Kr. – vladavina etruščanina Tarkvinija I.; izgradnja Circus Maximus
  - 578. pr. Kr. – 534. pr. Kr. – vladavina Servija Tulija; određene svete granice grada Rima – Pomerium
  - 534. pr. Kr. – 509. pr. Kr. – vladavina posljednjeg rimskog kralja Tarkvinija II. Oholog; izgradnja hrama Jupiter Optimus Maximus

## Rimska Republika
- Rimska Republika (509. pr. Kr. – 30. pr. Kr.), kada Rim pod vodstvom senata kao grad i država uspijeva zavladati cijelim Apeninskim poluotokom, Sredozemljem, sjevernom Afrikom i dijelovima Azije. Rimska republika je stvorena nakon izgona Tarkvinijevaca (Lucije Tarkvinije Oholi, posljednji rimski kralj, 509. pr. Kr.). Vlast u državi preuzima Senat, patricijsko vijeće staraca koje godišnje prima dva nova konzula. U opasnim vremenima može se imenovati diktator na šest mjeseci, koji za vrijeme svoje vladavine može donositi odluke za dobro naroda. Plebejci su bespravni stanovnici, niži stalež, Rima.

### Doba rane Rimske Republike (509. pr. Kr.–351. pr. Kr.)
- 509. pr. Kr. – prvi konzuli su bili Lucije Junije Brut i Lucije Tarkvinije Kolatin.
- 508. pr. Kr. – uprava pod Pontifex Maximusom (visokim svećenikom).
- 496. pr. Kr. – bitka kod Regilskog jezera (Lago Reggilo) protiv latinskih legija. Pobjeda Rimljana.
- 494. pr. Kr. – prvi secessio plebis.
- 493. pr. Kr. – Savez s federacijom latinskih gradova.
- 450. pr. Kr. – drugi secessio plebis.
- 450. pr. Kr. – Decemvir objavljuje Zakon dvanaest tablica rimskog prava. rimska vlada desetorice nalaže da se važeći zakoni napišu na 12 ploča i javno izlože da bi se spriječila samovolja pri donošenju presuda. Postepeno i plebejci dobivaju pristup u više državne službe (← 445. u Rimu je zakonski dopušteno sklapanje brakova između patricija i plebejca). Odstranjivanjem unutarnjih napetosti raste vojna snaga Rima, tako da on utvrđuje svoju prevlast u savezu latinskih država.
- 447. pr. Kr. – Tribunska skupština.
- 443. pr. Kr. – Centurijska skupština.
- 406. pr. Kr. – 396. pr. Kr. – rat s etrurskim gradom Vejom (Vei). Posljednji ostaci etrurskog naroda potpadaju 250. pr. Kr. pod rimsku vlast; s ostalim pobijeđenim latinskim plemenima Rim sklapa saveze u kojima je on dominantan.

Datoteka:Dying gaul.jpg|mini|200px|Umirući Gal, skulptura sa Zeusovog hrama u Pergamu, danas u Muzeju Capitolino u Rimu.]]
- 390. pr. Kr. – bitka na rijeci Aliji protiv Gala. Gali razaraju i pljačkaju Rim.
- 367. pr. Kr. – obnova vlasti konzula – Licinijev i Sekstijev zakon.
- 366. pr. Kr. – ured gradskog pretora (Preator Urbanus).
- 365. pr. Kr. – umire slavni rimski vojskovođa Kamilo, Marko Furije (lat. Marcus Furius Camillus)

### Uspon i razvitak Rimske Republike (351. pr. Kr.–130. pr. Kr.)
- 351. pr. Kr. – izabran prvi cenzor u centurijsku skupštinu iz redova plebejaca.
- 343. pr. Kr. – 341. pr. Kr. – Prvi samnitski rat.
- 340. pr. Kr. – 338. pr. Kr. – Latinski rat.
- 327. pr. Kr. – 304. pr. Kr. – Drugi samnitski rat.
- 300. pr. Kr. – plebejci mogu postati svećenicima (Lex Ogulnia).
- 298. pr. Kr. – 290. pr. Kr. – Treći samnitski rat.
- 296. pr. Kr. – Bitka kod Sentinuma (Sentino).
- 290. pr. Kr. –  Rim završava osvajanje središnje Italije.
- 286. pr. Kr. – Prestaju svi staleški sukobi, plebejska skupština postaje legitimna i sva Italija, od sjevernog kraja Apenina do Messine, prikupljena je u rimsko-italski vojni savez. Čitavo područje zaštićeno je vojnim naseljima na strateškim mjestima popločanim cestama povezanim s Rimom.

- 280. pr. Kr. – 275. pr. Kr. – Pirov pohod na Italiju
- 280. pr. Kr. – Bitka kod Herakleje
- 279. pr. Kr. – Bitka kod Askula
- 275. pr. Kr. – Bitka kod Beneventa.
- 265. pr. Kr. – pad Etrurije i Kampanije (Campania), a Rimljani metodom podijeli pa vladaj (divide et impera) vladaju cijelom Italijom
- 264. pr. Kr. – 241. pr. Kr. – Prvi punski rat Rima s Kartagom; Rim ovladava Sicilijom, sardinijom i Korzikom.
- 261. pr. Kr. – bitka kod Agrigenta.
- 260. pr. Kr. – bitka kod Mila.
- 256. pr. Kr. – bitka kod rta Eknoma; brodolom kod Kamerine.
- 255. pr. Kr. – bitka na rijeci Bagradi.
- 250. pr. Kr. – opsada Lilibeja; U Rimu jača obožavanje Mitre, drevnog perzijskog ratnog heroja.
- 249. pr. Kr. – bitka kod Drepana.
- 242. pr. Kr. – bitka kod Egadskih otoka; ured pretora peregrina (Preator Peregrinus)
- 241. pr. Kr. – kapitulacija Kartage i mirovni ugovor; Sardinija i Korzika postaju prve rimske provincije.
- 229. pr. Kr. – 228. pr. Kr. – Prvi ilirski rat
- 219. pr. Kr. – Drugi ilirski rat.

- 218. pr. Kr. – 202. pr. Kr. – Drugi punski rat.
- 218. pr. Kr. – bitka kod Ticina; bitka kod Trebije.
- 217. pr. Kr. – bitka kod Trazimenskog jezera.
- 216. pr. Kr. – bitka kod Kane.
- 211. pr. Kr. – Hanibal iz Kartage prodire u Italiju, prijeti samom Rimu.
- 207. pr. Kr. – bitka kod Metaura.
- 206. pr. Kr. – Rim osvaja Pirinejski poluotok i osniva provinciju Hispaniju.
- 202. pr. Kr. – bitka kod Zame.
- 214. pr. Kr. – 205. pr. Kr. – Prvi rimsko-makedonski rat.
- 200. pr. Kr. – 197. pr. Kr. – Drugi rimsko-makedonski rat; Rimljani uspostavljaju stalnu vojsku i obučavaju vojnike, a u gradnji uvelike koriste cement (beton).
- 197. pr. Kr. – bitka kod Cinoscefale.
- 197. pr. Kr. – ustanak hispanskih plemena, od kojih je najznačajniji bio luzitanski ustanak pod vodstvom Varijata; širenje sirijskog kraljevstva u Maloj Aziji
- 190. pr. Kr. – bitka kod Magnezije protiv sirijskog kralja Antioha III.
- 180. pr. Kr. – donošenje zakona Lex Villia Annali, čime je ustanovljen ured cursus honorum.
- 171. pr. Kr. – 168. pr. Kr. – Treći rimsko-makedonski rat.
- 168. pr. Kr. – bitka kod Pidne; Rim pobjeđuje i dijeli Makedoniju.
- 154. pr. Kr. – 133. pr. Kr. – borbe protiv Luzitanaca u Hispaniji

██ Rimska Republika 510. – 40. pr. Kr.
██ Rimsko Carstvo 20. – 360.
██ Zapadno Rimsko Carstvo 405. – 480.
██ Istočno Rimsko Carstvo 405. – 480.
- 149. pr. Kr. – 146. pr. Kr. – Treći punski rat; zakonom Lex Carpurnia ozakonjena uspostava stalnog izvršnog suda.
- 148. pr. Kr. – bitka kod Leukopetre protiv Ahejskog saveza.
- 146. pr. Kr. – Scipion Emilijan je razorio gradove Kartagu i Korint i osnovao provinciju Afriku; Cijela Grčka i Mala Azija pod rimskom kontrolom.
- 138. pr. Kr. – pobuna robova na Siciliji.
- 135. pr. Kr. – Prvi robovski rat.
- 133. pr. Kr. – ubojstvo poslanika (tribuna) Tiberija Grakha poslije izglasavanja agrarne reforme.
- 133. pr. Kr. – Pergamski kralj Atal III. dobrovoljno predaje Pergamsku kraljevinu u ruke Rimljana.
- 130. pr. Kr. – osnutak provincije Azije od pergamske kraljevine; sada je u sastavu rimske države devet provincija: Azija, Afrika, Cisalpinska Galija, Ilirija, Korzika, Makedonija, Sicilija, Sardinija i Hispanija.

### Doba klasnih i građanskih ratova u Rimskoj Republici (130. pr. Kr.–30. pr. Kr.)
- 125. pr. Kr. – 121. pr. Kr. – borba protiv Kelta, utvrđivanje Rimljana u Massiliji (južna Francuska) i stvaranje desete rimske provincije Galije (Narbonska Galija).
- 123. pr. Kr. – Izbor Gaja Grakha za tribuna.
- 121. pr. Kr. – sprovedba zakona o zaštiti osobe rimskih građana (Senatus consultum de re publica defenda) na insistiranje Gaja Grakha.
- 111. pr. Kr. – 105. pr. Kr. – Jugurtin rat u Numidiji.
- 105. pr. Kr. – borba Rimljana protiv Kelta i germanskih plemena Cimbri i Teutonci, te bitka kod Arauzija.
- 104. pr. Kr. – Drugi robovski rat.
- 103. pr. Kr. – izbor Lucija Apuleja Saturnina za narodnog tribuna, izbor Gaja Servilija Glaukije za pretora i Gaja Marija za konzula.
- 102. pr. Kr. – bitka kod Akve Sekstije protiv Teutonaca.
- 101. pr. Kr. – bitka kod Vercele protiv Cimbra.

- Iz oko 100. pr. Kr. potječu najstarije vodenice. Vitruvije piše svoje djelo "O arhitekturi", upute o gradnji klasičnim metodama i stilovima.
- 99. pr. Kr. – izbor Marka Livija Druza za narodnog tribuna i pokušaj reorganiziranja senata i sudstva.
- 91. pr. Kr. – ubojstvo narodnog tribuna Marka Livija Druza; 91. pr. Kr. – 89. pr. Kr. traje rat za rimsko građansko pravo.
- 91. pr. Kr. – 88. pr. Kr. – rat italskih saveza protiv Rima.
- 89. pr. Kr. – bitka kod Askuluma; Rimsko građansko pravo u cijeloj Italiji.
- 88. pr. Kr. – zapovjednik Kornelije Sula pokorava pleme Marse.
- 90. pr. Kr. – izglasan zakon o dodjeli građanskih prava onima koji su vjerni Rimu (Lex Iulia).
- 89. pr. Kr. – zakonom obećana građanska prava onima koji se u sljedećih 60 dana pokore (Lex Plautia Papiria), što je izazvalo raspad među saveznicima.
- 89. pr. Kr. – Mitridat VI. Eupator iskorištava zauzetost Rimljana i zauzima provinciju Aziju.
- 89. pr. Kr. – Rim imenuje Kornelija Sulu za upravitelja provincije Azije i zapovjednika u prvom mitridatskom ratu (89. pr. Kr. – 85. pr. Kr.) protiv Mitridata VI. Eupatora što ujedno i zaoštrava političku borbu u Rimu.
- 87. pr. Kr. – bitka protiv Arhelaja.
- 86. pr. Kr. – iskrcavanje u Tesaliji i zauzimanje Atene poslije tri mjeseca opsade; bitka kod Heroneje; bitka kod Orhomena.
- 85. pr. Kr. – potpisan Dardanski mir između pontonskog kralja Mitridata i Rimljana.
- 88. pr. Kr. – cijelo slobodno stanovništvo Italije dobiva prava rimskog građanstva; na prijedlog tribuna Publija Suflicija Rufa, oslabljen je položaj senata i slobodni italski građani ulaze u sve tribuse, Gaj Marije postaje prokonzul i zapovjednik vojske u ratu protiv Mitridata VI.

- 88. pr. Kr. – 82. pr. Kr. – Prvi građanski rat u Rimu.
- 88. pr. Kr. – Sula zauzima Rim i protjeruje pristalice Gaja Marija iz Rima.
- 82. pr. Kr. – Sula ponovno ulazi u Rim poslije krvave bitke kod Porta Kolina i zavodi diktaturu.
- 83. pr. Kr. – 82. pr. Kr. – drugi pontski rat.
- 82. pr. Kr. – 79. pr. Kr. – diktatura Kornelija Sule. Prvi rimski diktator uspostavlja bitne pravne i upravne reforme. Ciceron (106. – 43. pr. Kr.), rimski državnik i govornik djeluje u Rimu.
- 78. pr. Kr. – konzul Marko Emilije Lepid organizira ustanak seljaka protiv Sulinih veterana i biva poražen na Marsovom polju ispred Rima, pri svom pokušaju ulaska u Rim; pobuna pristalica Marija Gaja, predvođenih sa Sertorijem Kvintom, protiv Sulinih pristalica u Hispaniji.
- 77. pr. Kr. – Pompej Veliki pobjeđuje Marijevce u Hispaniji; robovi postaju važan čimbenik u životu Rima, osnivaju se gladijatorske škole.
- 74. pr. Kr. – 64. pr. Kr. – treći pontski rat.
- 69. pr. Kr. – bitka kod Tigranokerta.
- 65. pr. Kr. – pobjeda Pompeja Velikog nad Mitridatom VI. i osnutak provincije Armenije i širenje rimske dominacije do Partskog Carstva.
- 73. pr. Kr. – 71. pr. Kr. pobuna robova na čelu s gladijatorom Spartakom.
- 67. pr. Kr. – Pompej Veliki čisti Sredozemno more od gusara.
- 64. pr. Kr. – Pompej Veliki pokorava Siriju; kraj Seleukidskog kraljevstva.

- 63. pr. Kr. – Tulije Ciceron biva izabran za konzula; Ciceronov sukob s Lucijem Sergijem Katilinom se zaoštrava; pokušaj Katilinog nasilnog osvajanja vlasti i poraz kod Pistoje; Cezar i Marko Licinije Kras zbog svoje upetljanosti u Katilininu urotu izbjegavaju smrtnu kaznu.
- 60. pr. Kr. – Uspostava prvog trijumvirata između Krasa, Pompeja velikog i Cezara.
- 58. pr. Kr. – Pobjeda Cezara protiv u galskim ratovima protiv Helveta i Germana i njegovo postavljanje za prokonzula u Cisalpijskom Galijom, Ilirijom i Narborskom Galijom.
- 56. pr. Kr. – Cezar zauzima prostore današnje Francuske i Belgije; pomirenje između Krasa i Pompeja Velikog na sastanku trijumvirata u Lucci.
- 55. pr. Kr. – Pompej Veliki i Marko Kras izabrani za konzule; Pompej dobio upravu nad provincijom Hispanijom a Kras nad provincijom Sirijom.
- 54. pr. Kr. – Cezar vojnoj pohodu na Britaniju; Kras je krenuo na Mezopotamiju (Rimsko-partski ratovi).
- 53. pr. Kr. – bitka kod Harana; Parti pobjeđuju rimsku vojsku, Marko Kras je poražen i ubijen.
- 52. pr. Kr. – Cezar je porazio Gale u bitci kod Alezije i ugušio ustanak u Galiji; raspad prvog trijumvirata, izbor Pompeja Velikog za konzula i prelazak na stranu optimata, konzervativne frakcije senata.
- Oko 50. pr. Kr. Julije Cezar opisuje svoje napredovanje u osvajanju Galije u svojim "Komentarima".
- 49. pr. Kr. – Cezar prelazi Rubikon (alia iacta est) i krenuo na Rim što je uzrokovalo drugi rimski građanski rat.
- 48. pr. Kr. – Cezar pobjeđuje Pompejeve pristalice u bitci kod Ilerde u Španjolskoj, proglašen je za diktatora poslije njegova povratka u Rim, a u bitci kod Farsale, pobjeđuje Pompeja i protjeruje ga u Egipat.
- 47. pr. Kr. – 45. pr. Kr. traje Građanski rat u Rimu; započinje i Aleksandrijski rat.
- 46. pr. Kr. – Bitka kod Thapsusa; Cezar proglašen diktatorom; Julije Cezar ustanovljuje Julijanski kalendar koji će se koristiti do 16. st.
- 45. pr. Kr. – Bitka kod Munde, gdje je Cezar potukao Pompejeve pristaše i Pompejeve sinove.
- 44. pr. Kr. – Senat je proglasio Cezara za doživotnog diktatora, s pravom odlučivanja o ratu i miru, upravljanjem državnim novcem. Njegovim se odlukama nitko nije smio usprotiviti. Atentat na Cezara (ubija grupa senatora koji se boje njegove uzurpacije vlasti); treći rimski građanski rat između Cezarovih ubojica (republikanaca) predvođenih Gajem Kasijem Longinom i Markom Junijem Brutom i Cezarovih štovatelja Marka Antonija, Marka Emilija Lepida i Gaja Julija Oktavijana.

- 43. pr. Kr. – Oktavijan, Lepid i Marko Antonije osnivaju drugi trijumvirat.
- 42. pr. Kr. – bitka kod Filipa, u Makedoniji, protiv republikanaca te pobjeda Oktavijana i Antonija, poslije čega Antonije dobiva upravu nad istočnim provincijama a Oktavijan se vraća u Rim
- 40. pr. Kr. – Senat imenuje Heroda Velikog kraljem Judeje.
- 39. pr. Kr. – Antonije vraća teritorije koje su zauzeli Parti na početku drugog partskog rata.
- 36. pr. Kr. – Marko Vipsanije Agripa u bitkama kod Mile i Nauloha pobjeđuje Seksta Pompeja, sljedbenika Cezarovih protivnika koji se bio učvrstio na Siciliji i ugrožavao trijumvirsku vladavinu.

- 31. pr. Kr. – bitka kod Akcija, između Oktavijana na jednoj i Kleopatre i Antonija na drugoj strani; smrt Marka Antonija i Kleopatre.
- 30. pr. Kr. – Egipat postaje rimska provincija; Oktavijan (poslije prozvan August) postaje neograničeni vladar Rimskog Carstva, čime je i završeno doba velikih osvajanja i Rimske Republike.
- 27. pr. Kr. je službeni pad Rimske Republike i početak Carstva.

## Rimsko Carstvo
- Rimsko Carstvo (27. pr. Kr. – 476.) započinje s prvim carem, Augustom. 117. godine, za cara Trajana, Rimsko Carstvo dostiže najveće teritorijalno proširenje. 395. carstvo se dijeli na Zapadno Rimsko Carstvo i  Istočno Rimsko Carstvo, kasnije nazvano Bizant. Zapadno Rimsko Carstvo je propalo 476., a Bizantsko Carstvo 1453.

- - 23. pr. Kr. – Oktavijan, sada August, dobiva zvanje Imperium maius
  - 19. pr. Kr. – August je sastavio novi popis senatora, kojih sad ima 600, a sebe je stavio na prvo mjesto (otkuda potječe i naziv princeps senatus – prvak Senata) i uspostavio novi oblik vladavine – principat; organizirao je osobnu gardu – pretorijance; proglasio se Augustusom (uzvišeni); uspostavio je snage javnog reda u Rimu i osnovao vatrogasnu službu
  - 19. pr. Kr. – August je potpuno pokorio Hispaniju.
  - 16. pr. Kr. – 15. pr. Kr. – Pobjeda nad germanskim plemenima i proširenje carstva do rijeke Labe
  - 12. pr. Kr. – 7. pr. Kr. – Tiberije osvaja Panoniju i odlazi u provinciju Germaniju, radi sprječavanja pobune germanskih plemena
  - 5. godine – Tiberije potpuno pokorava Germaniju
  - 6. godine – Judeja postaje rimska provincija
  - 6. – 9. godine – Batonski rat
  - 9. godine – Bitka u Teutoburškoj šumi, teški rimski poraz, germanska plemena, pod vodstvom Arminija (prije služio Rimu), iz zasjede napala i uništila tri rimske legije
  - 11. godine – Tiberije i Germanik su ugušili ustanak u provinciji Germaniji
  - 13. godine – Senat proglašava Tiberija za Augustovog suvladara
  - 14. godine – smrt cara Augusta i imenovanje Tiberija za njegovog nasljednika s imenom Tiberije Julije Cezar August
  - 15. godine – nemiri u provinciji Germaniji
  - 17. godine – vojničke pobune u Galiji i Numidiji
  - 21. godine – vojnička pobuna u Trakiji
  - 26. godine – Tiberije se povlači u mirovinu na otok Capri, a ovlaštenja preuzima zapovjednik njegove garde Sejan, koji provodi teror po Rimu
  - 31. godine – Sejanov pad
  - 37. godine – smrt Tiberija; Gaj Julije Cezar Kaligula postaje car
  - 41. godine – Tiberije Klaudije Neron postaje car
  - 41. – 42. godine – ustanak u Mauritaniji
  - 43. godine – pohod na Britaniju
  - 54. godine – Klaudije Cezar Neron postaje car
  - 61. godine – ustanak u Britaniji, predvođen Boudicom, poglavicom plemena Icena
  - 64. godine – Rim je uništen u velikom požaru.
  - 66. godine – Tit Flavije guši židovski ustanak u Judeji
  - 68. godine – samoubojstvo Nerona i kraj vladavine Julijevsko-klaudijevske dinastije
  - 69. godine – Godina četiri cara: vladavina četiri cara: Senat je priznao za Neronovog nasljednika Galbu; rimske legije u Germaniji su izabrale Vitelija Aula; pretorijska garda u Rimu je izglasala Ota Marka Salvija, a krajem godine je na vlast došao Vespazijan
  - 69. – 70. godine – Batavski ustanak u provinciji Germaniji, predvođen Civilijem
  - 70. – Tit, Vespazijanov sin, budući car, razorio Jeruzalem
  - 71. – 84. godine – pacifikacija Britanije i osvajanje teritorija današnjeg Velsa i Škotske
  - 79. godine – poslije smrti Vespazijana, Tit Flavije postaje carem; 24. kolovoza, erupcija vulkana na Vezuvu i uništenje gradova Pompeja i Herculaneuma
  - 80. godine – djelomično uništenje Rima u požaru
  - 80. godine – otvoren Kolosej
  - 81. godine – Domicijan postaje car
  - 85. godine – pobuna u Daciji
  - 96. godine – Ubojstvo Domicijana i kraj vladavine dinastije Flavijevaca; Nerva, prvi od tzv. pet dobrih careva postaje car
  - 98. godine – Trajan postaje car
  - 101. – 102. godine – Prvi dački rat
  - 106. – 109. godine – Drugi dački rat, samoubojstvo dačkog kralja Decebala i Dacija postaje provincija
  - 106. godine – izgradnja Trajanovog foruma
  - 113. – 117. godine – rat s Partskim Carstvom i gušenje ustanaka u sjevernoj i srednjoj Mezopotamiji
  - 117. godine – Publije Elije Hadrijan postaje car
  - 122. godine – izgradnja Hadrijanova bedema (Vallum Hadriani)
  - 132. – 135. godine – Posljednji židovski ustanak koji predvodi Simon bar Kohba
  - 138. godine – Antonin Pio postaje car
  - 140. – 143. godine – poslije pobune, Antonin zauzuma Škotsku; početak izgradnje Antonina bedema
  - 152. – 153. godine – pohodi protiv ustanika u Ahaji i Egiptu
  - 161. godine – Marko Aurelije postaje car
  - 162. – 166. godine – neuspješni pohodi Lucija Verija protiv partskog vladara Olagaza III. u petom partskom ratu
  - 166. – 175. godine – Markomanski rat protiv germanskih plemena Markomana i Kvada
  - 172. godine – ustanak Bukola (pastira) u Egiptu
  - 180. godine – smrt Marka Aurelija, posljednjeg od pet dobrih careva; sin mu Komod postaje car (180. – 192.)
  - 192. godine – ubijen Komod, na prijestolje dolazi Pertinaks, vlada tri mjeseca (192 – 193.)
  - 193. godine – ubijen Pertinaks, panonske legije proglašavaju carem Lucija Septimija Severa
  - 195. – 197. godine – Septimije Sever vodi šesti partski rat; raspuštanje stare pretorijanske garde, koju su samo sačinjavali Italici i stanovnici Galije i Španjolske i formiranje nove od stanovnika podunavskih i istočnih provincija; ozakonjenje vojničkog prava stupanja u brak
  - 208. – 211. godine – Septimije Sever zauzima Kaledoniju
  - 211. godine – Marko Aurelije Karakala postaje carem
  - 212. godine – Karakala odobrava zakon Constitutio Antoniniana, kojim skoro cjelokupno slobodno stanovništvo Rimskog Carstva dobiva pravo rimskog građanstva
  - 217. godine – ubojstvo Karakale; Marko Opelije Makrin postaje car kao prvi car iz redova vitezova
  - 218. godine – ubojstvo Makrina; za nasljednika proglašen Varije Avit Basijan ili Marko Aurelije Antonin, poznat kao Elagabal ili Heliogabal, bez konkurencije najrazvratniji rimski car, koji je na vlast došao kao 14-godišnjak, ali su ga zbog silnog razvrata ubili pretorijanci kad je imao 18 godina !!!
  - 222. godine – ubojstvo Elagabala i Aleksandar Sever postaje carem
  - 235. godine – ubojstvo Aleksandra Severa i početak vladavine tkz. vojničkih careva, gdje je do 284. godine vladalo negdje oko pedeset careva
  - 249. na prijestolje dolazi Trajan Decije, prvi rimski car ilirskog porijekla
  - 284. godine – Dioklecijan postaje car
  - 285. godine – Bagaudski rat – ustanak bagauda robova, seljaka i bezemljaša
  - negdje oko 290. godine – Dioklecijan dijeli vladavinu s Markom Aurelijem Maksimijanom koji vlada zapadnim dijelom carstva a Dioklecijan istočnim; Rim nije više sjedište carstva; Dioklecijan stvara apsolutnu monarhiju (dominat), zadržava graničnu vojsku ali i stvara i operativnu, čiju srž čine palatini i carstvo dijeli na dvanaest dieceza; Senat gubi politički značaj
  - 301. godine – utvrđene su maksimalne cijene robe i radne snage
  - 303. i 304. godine – uvedene su mjere protiv kršćana
  - 305. godine – Maksimijan abdicira i nasljeđuje ga njegov suvladar Konstancije Klor
  - 306. godine – Konstantin Veliki ili Konstantin I (Flavije Valerije Konstantin) postaje car
  - 306. – 324. godine – međusobni okršaji rimskih suvladara, Licinijevim porazom Konstantin Veliki postaje jedini vladar Rima
  - 312. godine – bitka kod Mulvijeva mosta, Konstantin pobjeđuje uzrupatora Maksencija, a prije bitke mu se, po legendi ukazao križ s natpisom: 'U ovom ćeš znaku pobijediti', pa je stoga:
  - 313. godine – donesen zakon o slobodnom ispovijedanju kršćanske vjere u Milanu, znan kao Milanski edikt
  - 325. godine – car Konstantin Veliki stavlja van zakona gladijatorske borbe, koje se, međutim, i dalje sporadično održavaju do oko 450. godine
  - 330. godine – Konstantinopol postaje glavi grad carstva
  - 337. godine – smrt cara Konstantina (I. ili Velikog, jer kad se govori o caru ovoga imena, misli se uvijek na njega), nasljeđuje ga Konstancije II
  - 357. godine – Julijan Apostata kao namjesnik u Galiji pobjeđuje Alemane kod Argentoratuma
  - 361. godine – smrt Konstancija II i Julijan Apostata biva proglašen carem
  - 363. godine – pogibija Julijana Apostata u ratu s Persijcima pri opsadi Ktezifonta; braća Valentinijan Flavije i Valens dolaze na vlast i prvi vlada zapadnim carstvom iz Milana a drugi istočnim iz Konstantinopola
  - 378. godine – bitka kod Adrijanova polja protiv Vizigotaa i i Valensova pogibija; Teodozije dolazi na vlast
  - 379. godine – Teodozije objedinjuje oba dijela carstva
  - 379. – 382. godine – pobjeda nad Gotima i sklapanje saveza s Gotima protiv Huna
  - 391. godine – Teodozije proglašava kršćanstvo jedinom i službenom religijom Rimskog Carstva
  - 393. godine – Teodozije ukida Olimpijske igre (koje dotad traju neprekidno od 776. prije Krista.
  - 395. godine – Teodozijeva smrt i konačna podjela Rimskog Carstva na Istočno i Zapadno Rimsko Carstvo
  - 402. godine – Stilihonova pobjeda nad Gotima
  - 402. godine – Ravenna postaje (i ostaje zadnji) glavni grad Zapadnog Rimskog Carstva
  - 404. godine – 1. siječnja, posljednja gladijatorska borba u gradu Rimu
  - 408. godine – Goti zauzimaju Panoniju i Norik
  - 410. godine – Goti prodiru u Italiju, zauzimaju Rim i pljačkaju ga
  - 430. – tih godina – Huni i pod zapovjedništvom Atile prodiru u Galiju
  - 451. godine – posljednji Rimski trijumf: bitka na Katalaunskim poljima. Rimski vojskovođa Flavije Aecije, znan i kao 'posljednji pravi Rimljanin', potpomognut Vizigotima kralja Teodorika, pobjeđuje Atilu, ali ga, iz taktičkih razloga, ne uništava.
  - 475. godine – Romul Augustul postaje car
  - 476. godine (3. ili 4. rujna)  – germanski zapovjednik Odoakar skida s vlasti Romula Augustula, kao posljednjeg vladara Zapadnog Rimskog Carstva (ali mu, kao dječaku, pošteđuje život, pa ovaj umire oko 511. godine) i proglašava se kraljem Italije, što se smatra i posljednjom godinom Zapadnog Rimskog Carstva, dok Istočno Rimsko Carstvo ili Bizant nastavlja trajati do 1453. godine.
  - 480. godine – u Splitu (u Dioklecijanovoj palači) ubijen posljednji legitimni car Zapadnoga Rimskoga Carstva (jer je Romul Augustul 'vladao' samo Italijom), Julije Nepot. Danas jedna ulica u Splitu nosi njegovo ime.

- - Bilo kako bilo, povjesničari se slažu da je 476. godina – godina propasti (Zapadnog) Rimskog Carstva. Završava Stari vijek. Započinje Srednji vijek.

Rimljani su imali razrađeno nazivlje za svoj novac kao i za osobna imena.